# Hans Wichelhaus
Hans Wichelhaus (né le 14 septembre 1918 à Wülfrath et mort le 30 octobre 2004) est un homme politique allemand (CDU).

## Biographie
Après l'école primaire, il termine un apprentissage commercial et en 1937 réussit l'examen d'assistant commercial. Il travaille ensuite comme commis commercial. Après le service du travail, le service militaire et l'emprisonnement, il étudie. Wichelhaus réussit les premier et deuxième examens d'enseignant ainsi que l'examen pour le poste d'enseignement dans les écoles secondaires afin de travailler ensuite dans le service scolaire. Il devient membre de la CDU en 1964.
Il est marié et a trois enfants.

## Parlementaire
Du 28 mai 1975 au 29 mai 1985 Wichelhaus est membre du Landtag de Rhénanie-du-Nord-Westphalie. Il est élu dans la 26e circonscription Arrondissement du Haut-Berg et la 25e circonscription Arrondissement du Haut-Berg I.
De 1964 à 1975, il est membre du conseil municipal de Gummersbach et de 1964 membre du conseil de l'arrondissement du Haut-Berg.

## Autres mandats
Du 24 novembre 1969 au 19 octobre 1989, il est administrateur de l'arrondissement du Haut-Berg.